# Patrick Sercu

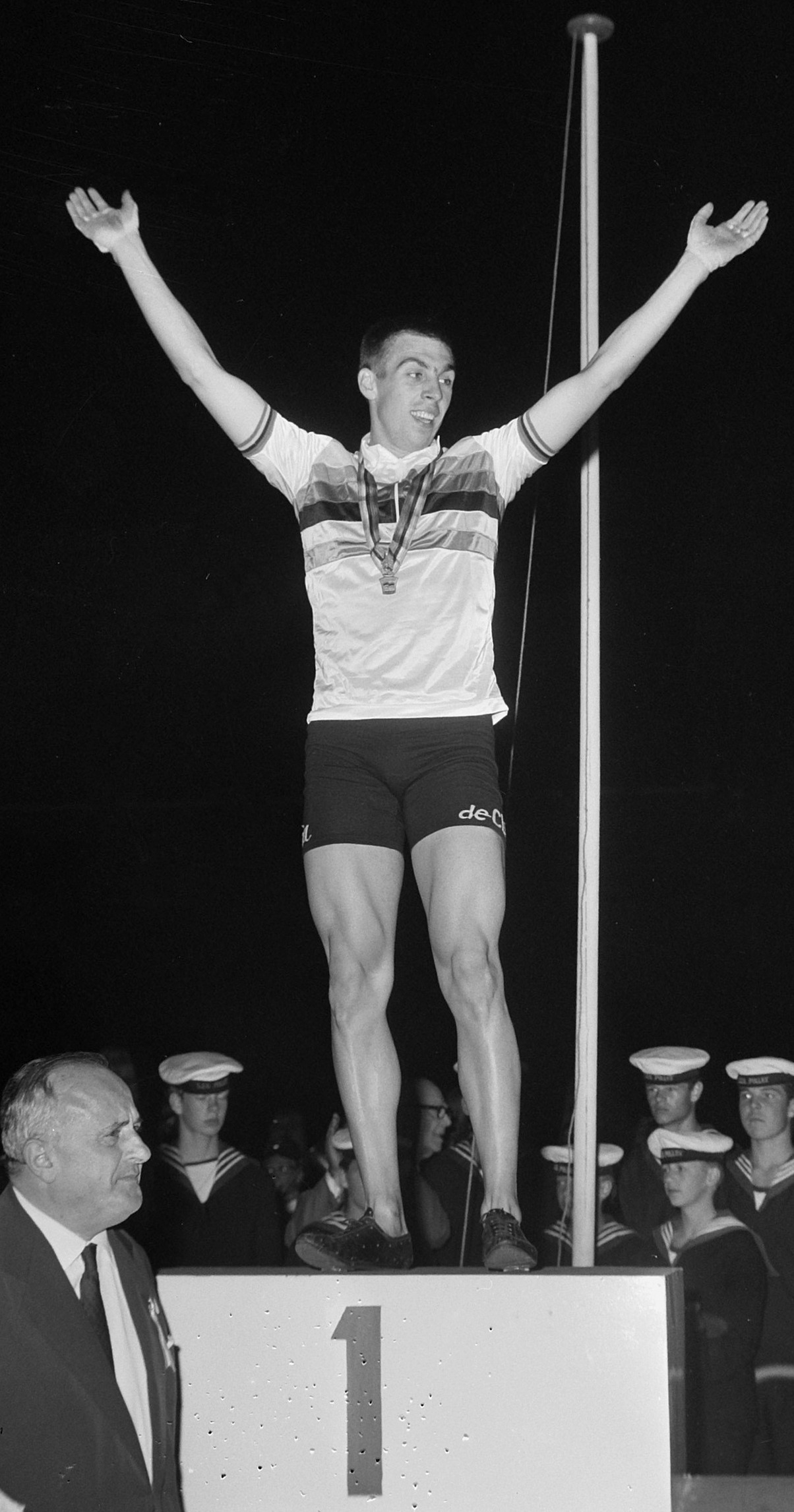
Patrick Sercu als Sprint-Weltmeister der Profis (1967)

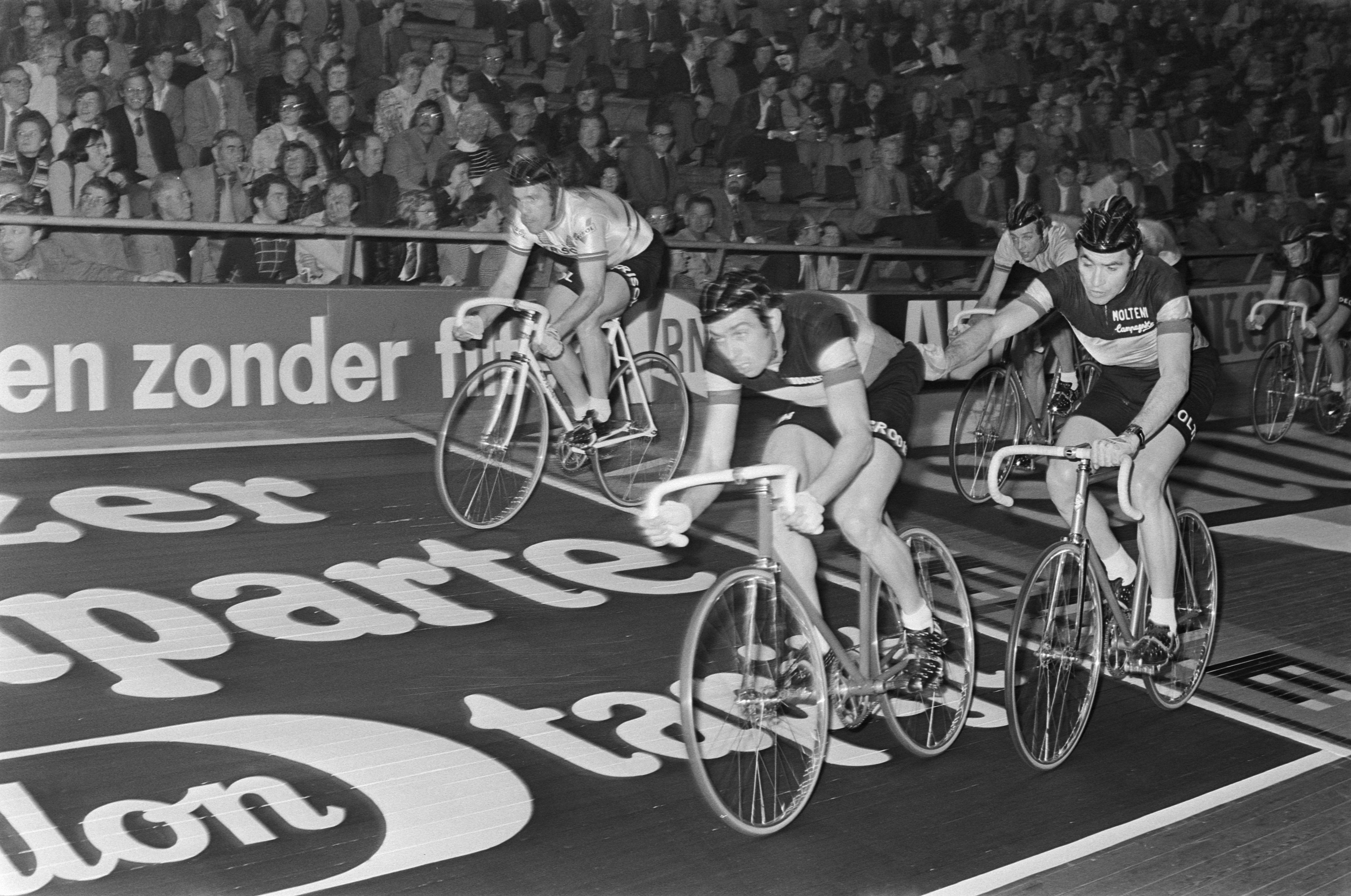
Mit Eddy Merckx (r.) beim Rotterdamer Sechstagerennen (1976)

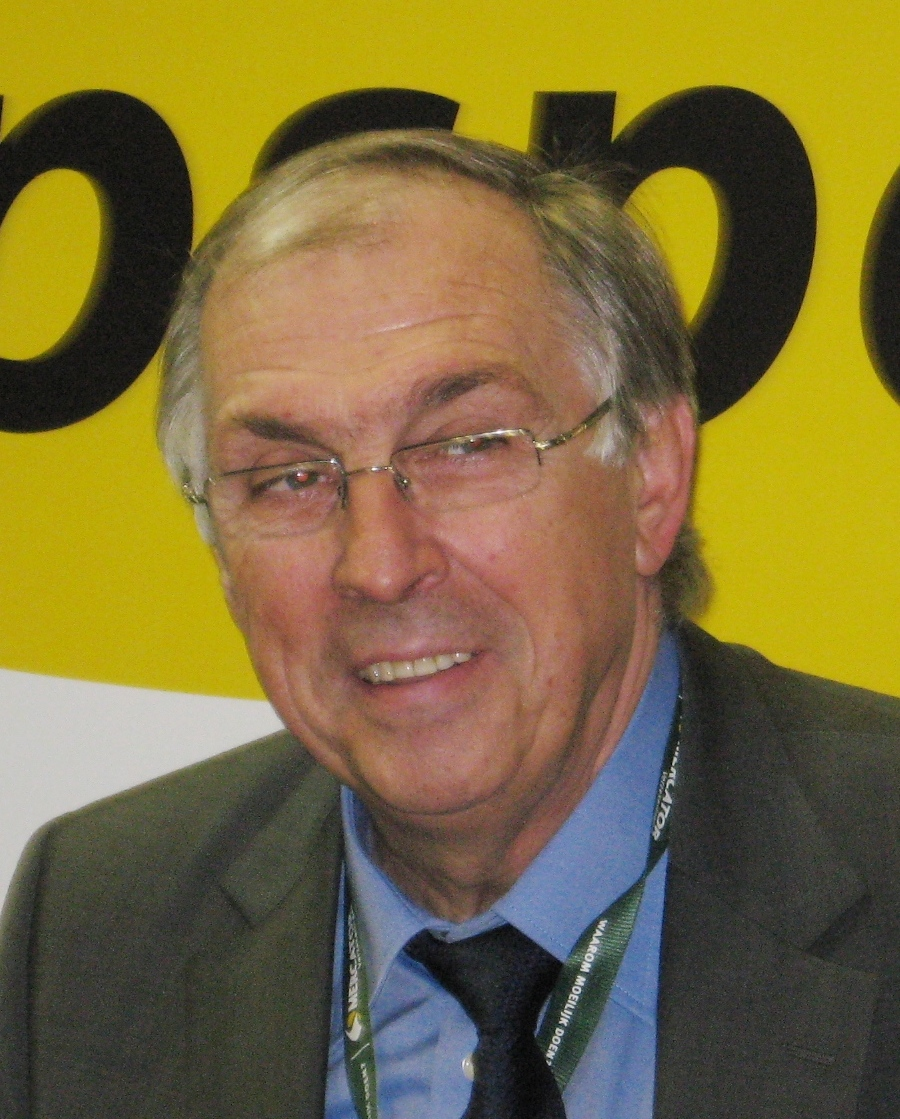
Sercu im Jahre 2008

Patrick Sercu (* 27. Juni 1944 in Roeselare; † 19. April 2019) war ein belgischer Radrennfahrer (1965–1983). Als Bahnspezialist war er auf selbiger dreimal Weltmeister und einmal Olympiasieger. Neben weltbekannten Fahrern wie Eddy Merckx, Roger De Vlaeminck, Walter Godefroot, Herman Van Springel und Rik Van Looy gehörte er zu den großen belgischen Radrennfahrern der 1960er und 1970er Jahre.

## Sportlicher Werdegang

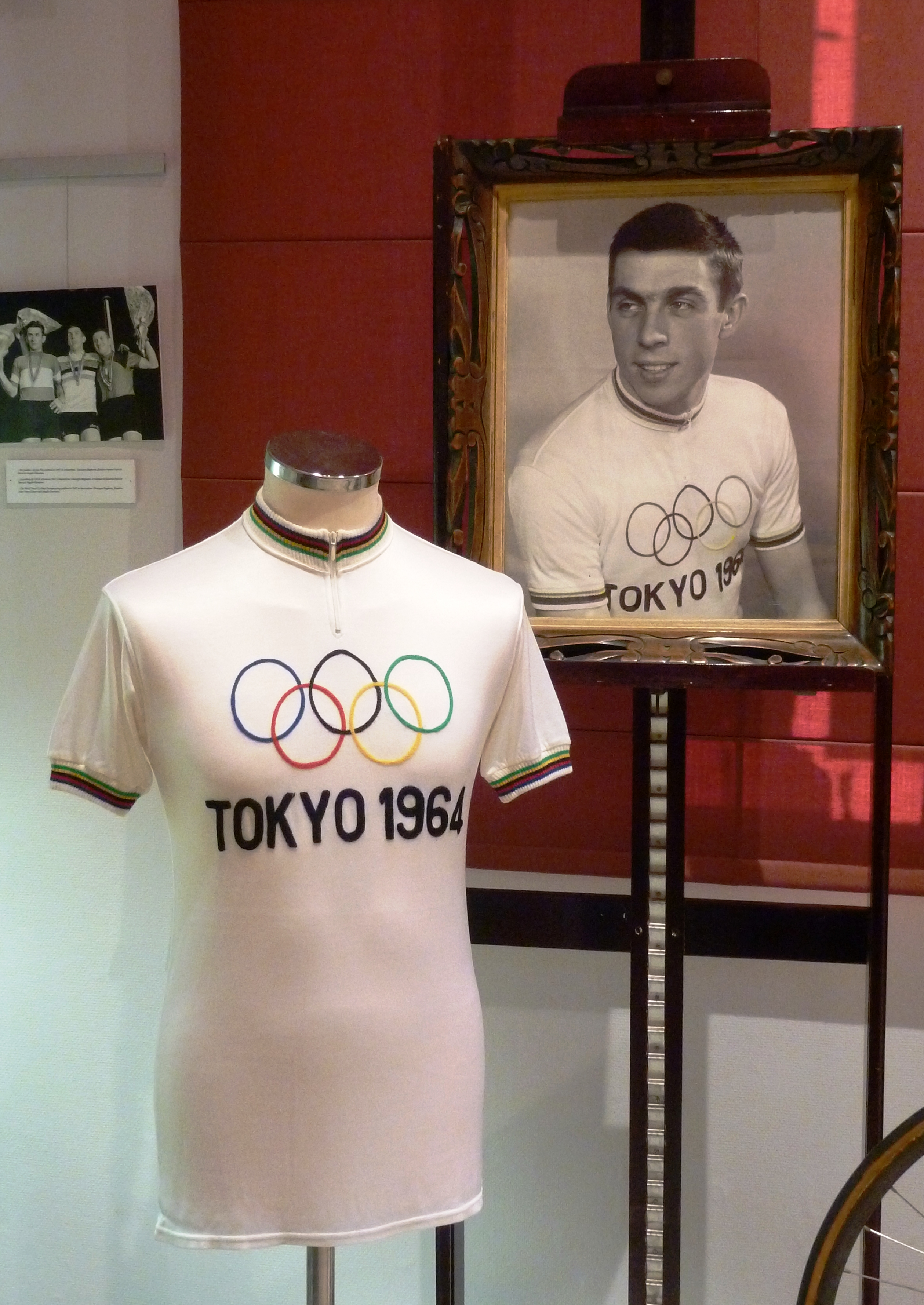
Olympiatrikot von Sercu im Koers. Museum van de Wielersport (2012)

Sercu begann in seiner Amateurzeit als Bahnspezialist in den Kurzzeitdisziplinen, wo er zunächst Weltmeister (Sprint) und Olympiasieger (1000-m-Zeitfahren, 1964 in Tokio) wurde. Im Jahr 1963 gewann Sercu das erste Sechstage-Rennen für Amateure im Rahmen der Brüsseler Sixdays mit Romain De Loof als Partner. Nach seinem Übertritt zu den Profis wurde er noch zweimal Sprint-Weltmeister (1967 und 1969), außerdem mehrfacher Europameister sowie belgischer Meister in verschiedenen Bahn-Disziplinen (29 nationale Titel). Den Grand Prix Amsterdam gewann er 1965, den Grand Prix d’Anvers 1968.
Im Laufe seiner langen Karriere gelang es ihm aber, sich immer stärker zum Allrounder zu entwickeln: Er gewann 19 Etappen beim Giro d’Italia und der Tour de France. Er beendete den Giro d’Italia und 1974 die Tour de France, bei der er die Punktewertung gewann. Außerdem gelang ihm ein 1970 beim Giro di Sardegna ein Sieg in einem Etappenrennen.
Ein Durchbruch bei den Klassikern gelang ihm jedoch nicht. Dort kam er über einen fünften Platz bei Mailand–Sanremo und zwei zweite Plätze beim Halbklassiker Omloop Het Volk und einem zweiten Platz beim Grand Prix Harelbeke nicht hinaus. Im Jahr 1977 gewann er Kuurne–Brüssel–Kuurne und 1979 den Großen Preis der Dortmunder Union-Brauerei. Seine elf Etappensiege bei den Etappenrennen (Tirreno–Adriatico, Paris–Nizza, Dauphiné Libéré) runden diese Leistung ab.
Zum unumstößlichen Regenten wurde er aber auf seinem angestammten Terrain, der Bahn – von den 223 allwinterlichen Sechstagerennen, bei denen er mitfuhr, gewann er 88. Damit ist Sercu der bisher erfolgreichste Sechstagefahrer. Hier war er der gefragteste Partner und unbestrittene „Boss“ (Rennfahrer-Jargon) auf der Bahn.
Allein die Liste seiner Sechstage-Partner liest sich wie das „Who Is Who“ des Weltradsports: Darunter befinden sich allein
- drei Tour-de-France-Sieger (Merckx, Gimondi, Jan Janssen)
- 15 Weltmeister auf der Straße (darunter Merckx, Rudi Altig, Rik Van Looy), der Bahn und im Querfeldein (Roger De Vlaeminck)
- vier Stundenweltrekordler (Eddy Merckx, Francesco Moser, Ferdi Bracke, Ole Ritter)
- zwei Olympiasieger Gregor Braun (Olympische Sommerspiele 1976), René Pijnen (Olympische Sommerspiele 1968)

und viele andere klangvolle Namen wie Dietrich Thurau, Peter Post, Giuseppe Saronni und Rik Van Steenbergen. Sein Lieblings-Partner aber war Eddy Merckx, mit dem er gemeinsam siebenmal belgischer und zweimal Europameister im Zweier-Mannschaftsfahren wurde und 27-mal gemeinsam bei Sechstagerennen startete (darunter zweimal in einem Dreier-Team mit Klaus Bugdahl). 1977 siegte er bei den Derny-Europameisterschaften.
Sercus Karriere endete 1983 (von 1981 bis 1983 gehörte er keinem Team an) dort, wo sie begonnen hatte, auf der Bahn – um dort in eine neue zu münden: Er betreute die Profis bei den Sechstagerennen (Stuttgart, Bremen, Rotterdam, Antwerpen) als Sportlicher Leiter beziehungsweise in anderen Manager-Funktionen.
Patrick Sercu ist Ehrenbürger seines Heimatortes Izegem. 2007 wurde im Brugger Ortsteil Assebroek eine Radrennbahn eröffnet, die seinen Namen trägt. Sein Vater Albert Sercu, ebenfalls erfolgreicher Radrennfahrer, wurde u. a. 1947 Vize-Weltmeister im Straßenrennen der Profis.

## Erfolge (Auszug)
- Weltmeister-Titel
  - Sprint (Bahn): 1-mal Amateure (1963), 2-mal Profis (1967, 69)
- Olympiasieg: 1964 in Tokio, 1000-m-Zeitfahren
- Sechstagerennen:
  - 88 Siege auf allen Bahnen der Welt
- Europameistertitel: Insgesamt 18 (alle Bahn), im Einzelnen
  - Omnium: 11-mal
  - Américaine: (Zweier-Mannschaftsfahren) 6-mal
  - Derny: 1-mal
- Belgischer Meister: Insgesamt 37-mal (alle Bahn), im Einzelnen
  - Sprint: 7-mal
  - andere Disziplinen (Américaine, Derny, Omnium): 30-mal
- Etappensiege und Gesamtsiege bei Rundfahrten
  - Tour de France: sechs
  - Giro d’Italia: 13
  - andere Rundfahrten (Tirreno-Adriatico, Paris-Nizza, Dauphiné Libéré, Deutschland-Rundfahrt): 11
  - Gesamtwertung Giro di Sardegna (1970)
- Eintagesrennen
  - 2. Platz Omloop Het Volk 1974, 75, 3. 1976
  - 5. Platz Mailand-San Remo 1973
  - Sieger Kuurne-Brussels-Kuurne 1977
  - Sieger Maaslandse Pijl 1973
- Weltrekorde
  - 500 m mit fliegendem Start (1964)
  - 1000 m mit stehendem Start (1964)
  - 1000 m mit fliegendem Start: 1:01,50 min (1967)
  - 1000 m mit stehendem Start (Weltrekord für Hallenbahnen): 1:07,50 min (1972)